# فرودگاه پکسون
فرودگاه پکسون (به انگلیسی: Paxson Airport) یک فرودگاه همگانی است که یک باند فرود چمن و شن دارد و طول باند آن ۵۴۹ متر است. این فرودگاه در کشور ایالات متحده آمریکا قرار دارد و در ارتفاع ۸۰۹ متری از سطح دریا واقع شده است.